# Co.Dex
Co.Dex è il primo album solista di Giovanni Lindo Ferretti, datato 2000.

## Tracce
1. Warum
2. Cadevo
3. Trabocca
4. Barbaro
5. Contatto
6. Codice
7. Sospeso
8. Polvere
9. Frontiera
10. Neukolln

## Classifiche
| Classifica (2000) | Posizione massima |
| ----------------- | ----------------- |
| Italia            | 13                |